# Charada
Uma charada, pseudo-piada ou enigma é uma adivinhação que não espera que a pessoa perguntada saiba a resposta, mas constitui uma configuração para a punchline humorística da piada.
É um dos quatro principais tipos de enigmas, de acordo com Nigel F. Barley. Existem muitos ciclos de charadas em forma de enigma, como piadas sobre elefantes, "por que a galinha atravessou a rua?" e piadas sobre lâmpadas.
Ciclos de piadas que implicam inferioridade ou outros estereótipos de certas categorias de pessoas, como piadas de loiras ou piadas étnicas (como a piada do polaco) têm uma quantidade considerável de charadas.